# Ik heb zo waanzinnig gedroomd
Ik heb zo waanzinnig gedroomd is de eerste single van Kinderen voor Kinderen. Hij is afkomstig van het KvK-debuutalbum uit 1980, Kinderen voor Kinderen 1, dat destijds kortweg Kinderen voor Kinderen werd genoemd. Het lied had hierop tracknummer 8.

## Achtergrond
Single en langspeelplaat werden uitgebracht door VARAgram, een platenlabel van publieke omroep VARA. De tekst werd geschreven door Herman Pieter de Boer, die eerder schreef voor Conny Vandenbos. De muziek is gecomponeerd door Tonny Eyk. Wim Essed was de arrangeur. Het is aan Tonny Eyk te danken dat het nummer op plaat werd gezet; de producent zag er niets in en wilde dat Eyk het aanpaste. Hij weigerde dat en De VARA zette het met tegenzin alsnog op de plaat, aldus Eyk in een interview met Dominee Gremdaat.
De zangeres was de destijds twaalfjarige Annemiek Stuurman, die verder alleen nog privé en op bedrijfsgelegenheden zong. Zij zong het nummer in 1980 in; de single zelf kwam uit in 1981. 
Het nummer betekende het eerste grote succes van Kinderen voor Kinderen. Dat was mede aanleiding om een hele reeks albums en singles uit te gaan geven, terwijl men in eerste instantie aan één album had gedacht voor de Vara Speelgoedactie.
De B-kant van de single wordt gevormd door Ik en m’n beessie. De goed verkopende single stuwde ook de verkoop van de langspeelplaat omhoog; 19 weken in de albumlijst met een piek op nummer 2. 
Het volgende singletje, Op een onbewoond eiland (T.Eyk/ H.P. de Boer), werd ook een groot succes, maar deze was al van Kinderen voor Kinderen 2.

## Hitnoteringen

### Nederlandse Top 40
| Hitnotering: 07-03-1981 t/m 02-05-1981 | Hitnotering: 07-03-1981 t/m 02-05-1981 | Hitnotering: 07-03-1981 t/m 02-05-1981 | Hitnotering: 07-03-1981 t/m 02-05-1981 | Hitnotering: 07-03-1981 t/m 02-05-1981 | Hitnotering: 07-03-1981 t/m 02-05-1981 | Hitnotering: 07-03-1981 t/m 02-05-1981 | Hitnotering: 07-03-1981 t/m 02-05-1981 | Hitnotering: 07-03-1981 t/m 02-05-1981 | Hitnotering: 07-03-1981 t/m 02-05-1981 | Hitnotering: 07-03-1981 t/m 02-05-1981 |
| Week:                                  | 1                                      | 2                                      | 3                                      | 4                                      | 5                                      | 6                                      | 7                                      | 8                                      | 9                                      |                                        |
| -------------------------------------- | -------------------------------------- | -------------------------------------- | -------------------------------------- | -------------------------------------- | -------------------------------------- | -------------------------------------- | -------------------------------------- | -------------------------------------- | -------------------------------------- | -------------------------------------- |
| Positie:                               | 35                                     | 24                                     | 15                                     | 13                                     | 7                                      | 7                                      | 11                                     | 19                                     | 31                                     | uit                                    |

### NederlandseSingle Top 100
| Positie: | 20 | 11 | 8 | 8 | 8 | 19 | 26 | 19 | 33 | 31 | uit |

### VlaamseRadio 2 Top 30
| Hitnotering: (Week 1 t/m 2) 25-04-1981 t/m 02-05-1981 Hitnotering: (Week 3 t/m 4) 16-05-2011 t/m 23-05-2011 | Hitnotering: (Week 1 t/m 2) 25-04-1981 t/m 02-05-1981 Hitnotering: (Week 3 t/m 4) 16-05-2011 t/m 23-05-2011 | Hitnotering: (Week 1 t/m 2) 25-04-1981 t/m 02-05-1981 Hitnotering: (Week 3 t/m 4) 16-05-2011 t/m 23-05-2011 | Hitnotering: (Week 1 t/m 2) 25-04-1981 t/m 02-05-1981 Hitnotering: (Week 3 t/m 4) 16-05-2011 t/m 23-05-2011 | Hitnotering: (Week 1 t/m 2) 25-04-1981 t/m 02-05-1981 Hitnotering: (Week 3 t/m 4) 16-05-2011 t/m 23-05-2011 | Hitnotering: (Week 1 t/m 2) 25-04-1981 t/m 02-05-1981 Hitnotering: (Week 3 t/m 4) 16-05-2011 t/m 23-05-2011 | Hitnotering: (Week 1 t/m 2) 25-04-1981 t/m 02-05-1981 Hitnotering: (Week 3 t/m 4) 16-05-2011 t/m 23-05-2011 |
| Week: | 1 | 2 | | 3 | 4 | |
| --- | --- | --- | --- | --- | --- | --- |
| Positie: | 30 | 18 | uit | 10 | 28 | uit |

### NPO Radio 2 Top 2000
| Nummer met noteringen in de NPO Radio 2 Top 2000 | '99  | '00 | '01  | '02  | '03  | '04  | '05  | '06  | '07  | '08  | '09  |
| ------------------------------------------------ | ---- | --- | ---- | ---- | ---- | ---- | ---- | ---- | ---- | ---- | ---- |
| Ik heb zo waanzinnig gedroomd                    | 1521 | -   | 1827 | 1614 | 1749 | 1633 | 1691 | 1299 | 1640 | 1557 | 1966 |

1. ↑  Een '-' betekent dat het nummer niet was genoteerd en een vetgedrukt getal geeft de hoogste notering aan.
2. ↑  Deze tabel is bijgewerkt tot en met de laatste editie (2024).